# Boussingaultita
La boussingaultita es un mineral, sulfato de amonio y magnesio hexahidratado, que fue descubierto en una fuente boracífera en Travale, Montieri,  provincia de Grosseto, Toscana (Italia). Su nombre es un homenaje a Jean-Baptiste  Boussingault, químico y profesor de la universidad  de Lyon, en Francia, que realizó importantes contribuciones en química agrícola.

## Propiedades físicas y químicas
La boussingaultita forma una serie con la mohrita, que es su equivalente con hierro en lugar de magnesio. Aparece como costras , estalactitas y ocasionalmente  como microcristales incoloros, coloreada a veces de tono amarillos por la presencia de hierro. Los cristales tienen desarrollo tabular, con {001} como figura principal. Es soluble en agua. 

## Yacimientos
La boussingaultita es un mineral raro presente en algunas decenas de yacimientos, siempre en pequeña cantidad. Aparece asociada a otros sulfatos de amonio, como la efremovita, la tschermigita y la clairita. Se encuentra fundamentalmente en yacimientos de tipo fumarólico,  géiser o en minas o escombreras de minas de carbón que han sufrido incendios. Un yacimiento de este último tipo, en el que se han encontrado cristales bien formados, es el de Pécs-Vasas,   distrito de Pécs ,  Baranya (Hungría).